# Plouzévédé
Plouzévédé är en kommun i departementet Finistère i regionen Bretagne i västra Frankrike. Kommunen ligger i kantonen Plouzévédé som tillhör arrondissementet Morlaix. År 2022 hade Plouzévédé 1 856 invånare.

## Befolkningsutveckling
Antalet invånare i kommunen Plouzévédé
Referens:INSEE